# Ernest Perrier
Pour les personnes ayant le même patronyme, voir Perrier.
Ernst ou Ernest Perrier, en religion Dom Nicolas Perrier, né le 2 mai 1881 à Fribourg et mort le 25 avril 1958  à l'abbaye Sainte-Marie de la Pierre-qui-Vire à Saint-Léger-Vauban (Yonne), est une personnalité politique suisse, membre du parti conservateur catholique. Il est notamment vice-président du Conseil national et délégué à la Société des Nations. Il se retire ensuite de la vie politique, devient bénédictin et prêtre, puis prieur.

## Sources
- Georges Andrey, John Clerc, Jean-Pierre Dorand et Nicolas Gex, Le Conseil d’État fribourgeois : 1848-2011 : son histoire, son organisation, ses membres, Fribourg, Éditions de la Sarine, 2012, 143 p. (ISBN 978-2-88355-153-4, lire en ligne), p. 68 et 69
- Erich Gruner, L'Assemblée fédérale suisse 1848-1920, page 399L'indication de l'élection à la présidence du Conseil national en 1932 est erronée, il s'agissait de la vice-présidence
- Jean-Pierre Dorand, « Perrier, Ernest » dans le Dictionnaire historique de la Suisse en ligne, version du 1er décembre 2009.
- « Ernest Perrier, ancien Conseiller d'Etat », sur Canton de Fribourg, 8 juin 2020 (consulté le 20 février 2024)